# Kwarantanna (informatyka)
Kwarantanna – funkcja programów antywirusowych, czasowe odosobnienie plików uznanych za podejrzane, zainfekowane wirusem lub zawierające inny rodzaj szkodliwego kodu.
Pliki w kwarantannie są przechowywane w taki sposób, aby uniemożliwić przedostanie się infekcji do systemu i wyeliminować jej wpływ na działanie komputera.
Wobec pliku znajdującego się w kwarantannie najczęściej można wykonać jedną z czynności:
- przywrócenie pliku (np. gdy okazał się niegroźny lub jego brak sprawiał problemy)
- usunięcie (jeśli plik nie był potrzebny lub był zainfekowany)
- wysłanie do analizy (do laboratorium producenta antywirusa w celu sprawdzenia)